# Sebastiano del Piombo

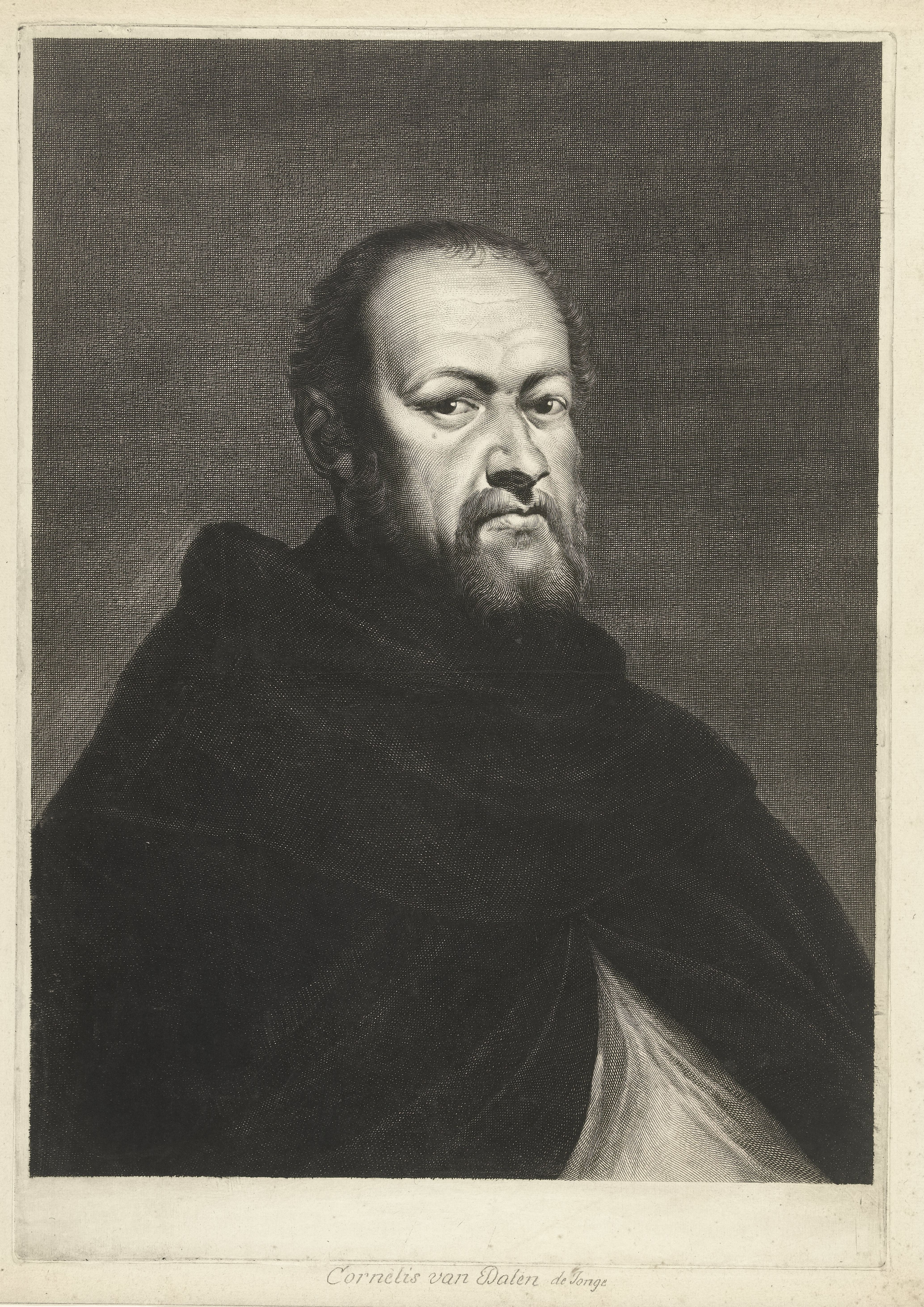
Sebastiano del Piombo, von Cornelis van Dalen dem Jüngeren

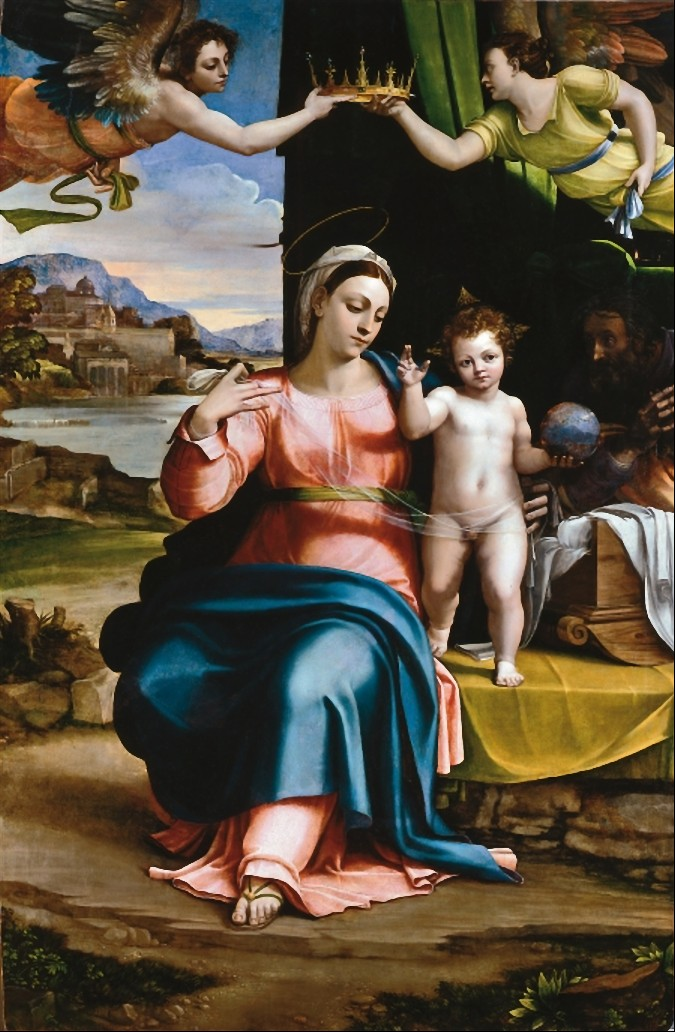
„Die Heilige Familie“

Sebastiano del Piombo (* um 1485 in Venedig; † 21. Juni 1547 in Rom; Geburtsname Sebastiano Luciani) war ein zu Lebzeiten berühmter italienischer Maler der Renaissance, in Venedig Schüler Giovanni Bellinis und Kollege Giorgiones, in Rom Freund Michelangelos und Konkurrent Raffaels. Nachdem er 450 Jahre lang fast vergessen war, wurde er 2008 in ersten Einzelausstellungen in Rom und Berlin vorgestellt.

## Anfänge in Venedig

Hochaltarbild für S. Giovanni Crisostomo

Über Kindheit und Elternhaus del Piombos gibt es keine verlässlichen Angaben. Im Alter von etwa 20 Jahren war er als virtuoser Lautenspieler in der venezianischen Gesellschaft bekannt und beliebt. Um diese Zeit begann er auch seine Ausbildung bei Giovanni Bellini, dem einflussreichsten Maler der kulturell hochentwickelten Stadt. Zu Giorgione, der ebenfalls bei Bellini gelernt hatte, hielt er engen Kontakt.
Schon in den frühen venezianischen Arbeiten del Piombos wurde ein eigenes künstlerisches Profil erkennbar, gekennzeichnet durch eine im Vergleich zu Bellini und Giorgione eher monumentale Gestaltung. Die Masse der oft überlebensgroßen Figuren kompensierte er durch lebhafte Farben und eindrucksvolle Lichtführung – das venezianische Kolorit. Beispiele aus dieser Zeit sind der Flügelaltar für die Kirche S. Bartolomeo di Rialto (1506/07), eine Darstellung der Salome (1510) und das Hochaltarbild für S. Giovanni Crisostomo (1508–10), sein erstes eigenständiges Altarbild. Mit der Figur des schreibenden Kirchenlehrers Johannes Chrysostomos, den er entgegen der Tradition nicht frontal, sondern im Profil und bei der Arbeit zeigte, löste sich del Piombo schon deutlich von den Vorgaben seines Lehrers Bellini.

## Aufstieg und Niedergang in Rom
In Venedig war der Bankier Agostino Chigi auf den jungen Maler aufmerksam geworden. Piombo folgte ihm 1511 nach Rom, um dort im Wettstreit mit dem schon berühmten, gleichaltrigen Raffael und anderen das luxuriöse Haus Chigis im Stadtteil Trastevere, die heutige Villa Farnesina, mit mythologischen Fresken auszugestalten (1511–1513). Raffael erhielt für seinen Triumph der Galatea größeren Beifall als del Piombo für seine Darstellung des Riesen Polyphem. Dennoch war die Arbeit für den zugereisten Venezianer ein gelungener Einstieg in den römischen Kunstbetrieb. Zum Fresko, der technisch höchst anspruchsvollen Wandmalerei mit Kalkfarben auf frischem Putz, hielt er im weiteren Verlauf seiner Karriere Abstand. Dagegen hatte er schon in den ersten Jahren in Rom bedeutende Erfolge als Porträtmaler, in ständiger, oft feindseliger Konkurrenz mit Raffael. Spätestens nach dessen Tod im Jahre 1520 war er auf dem Höhepunkt seines Ruhmes angelangt. Von Zeitgenossen wurde er als größter Porträtist seiner Zeit gefeiert und mit dem Beinamen „felix pictor“ (glücklicher Maler) bedacht. Zu den herausragenden Arbeiten gehören die Bildnisse des Condottiere Andrea Doria (1526), des Papstes Clemens VII. (1526) und des Schriftstellers Pietro Aretino (1528/29).

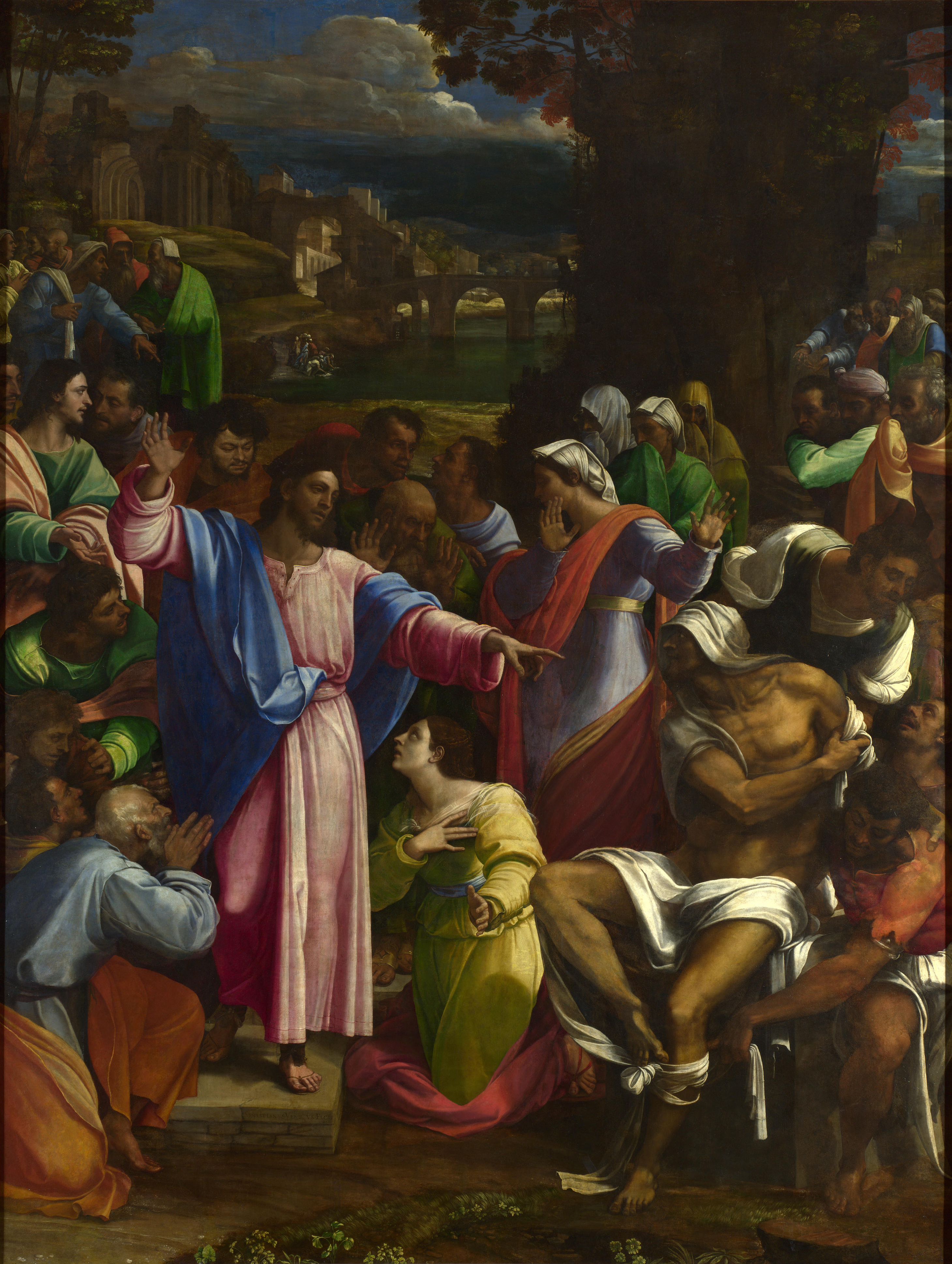
Erweckung des Lazarus
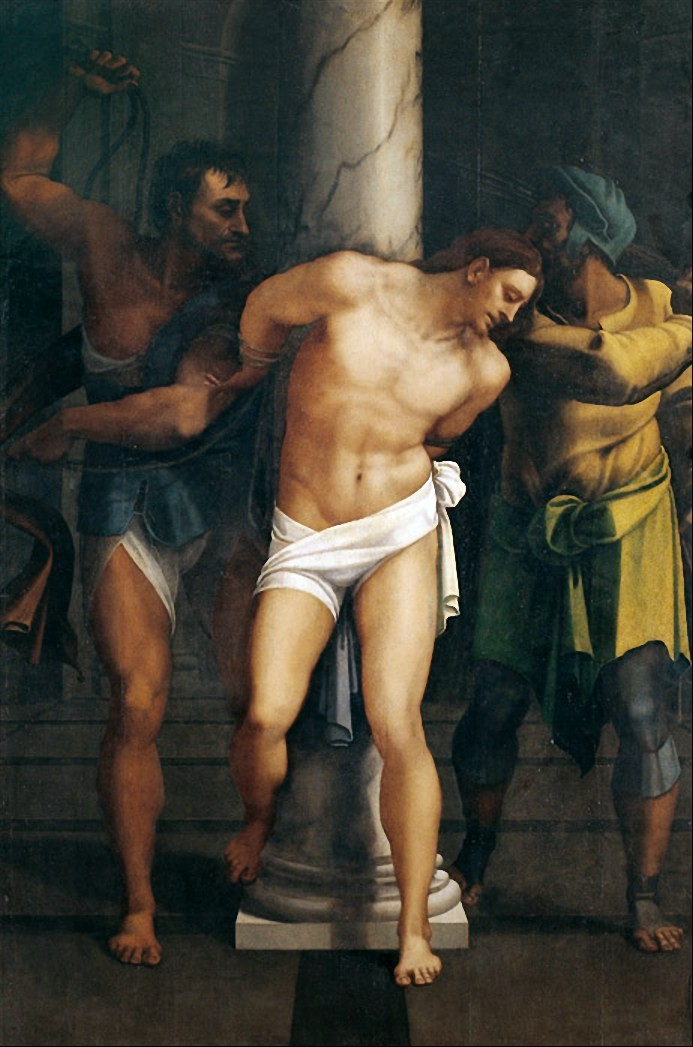
Geißelung Christi
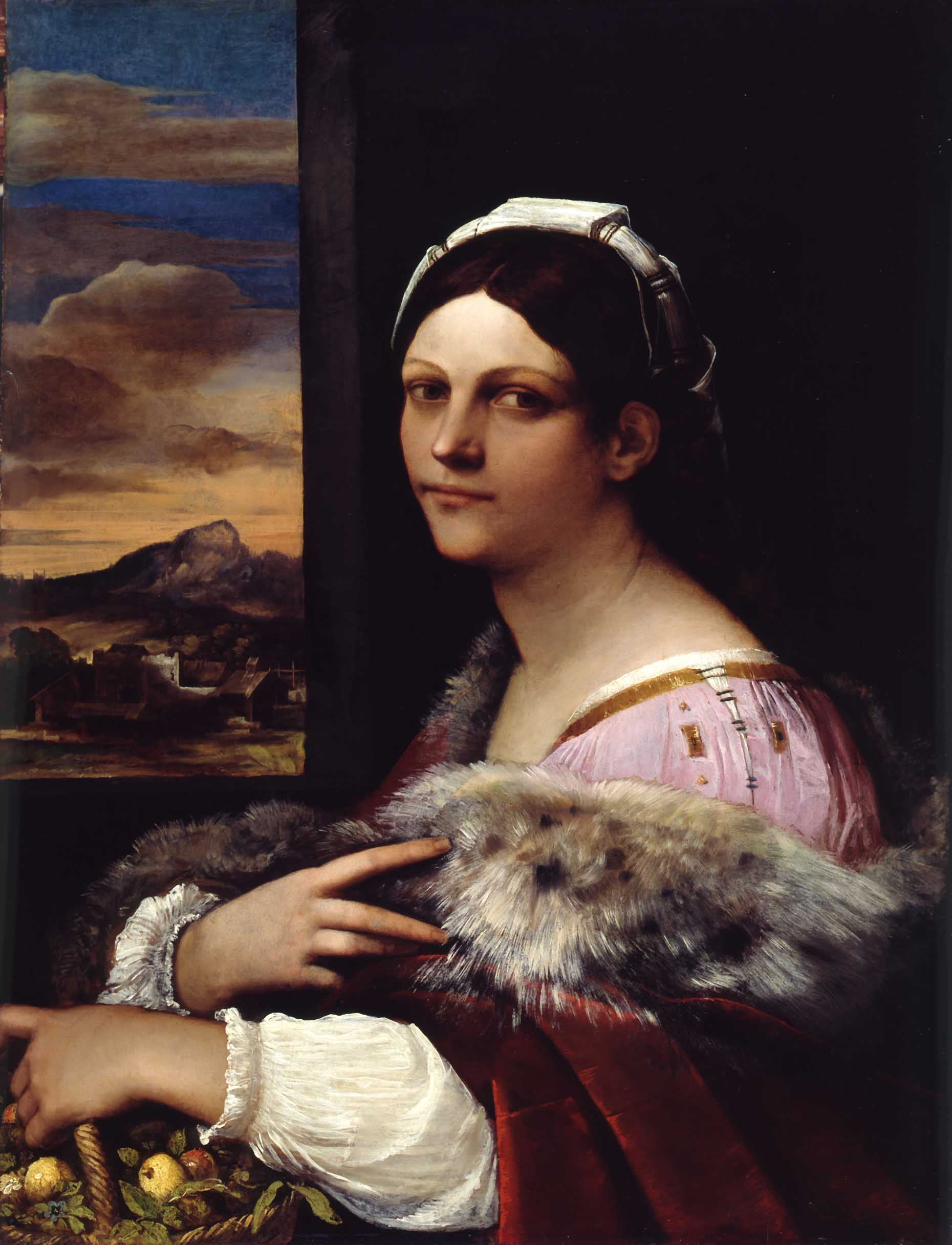
Bildnis einer jungen Frau, ca. 1512

Aus der freundschaftlichen Verbindung mit dem zehn Jahre älteren Michelangelo, den er als Mentor gewann, ergaben sich größere Aufträge von Mitgliedern der einflussreichen Familien Medici und Gonzaga. So entstand zwischen 1516 und 1524 die Bemalung der Cappella Borgherini in der Kirche San Pietro in Montorio (Die Geißelung, der Apostel Petrus, der Heilige Franz von Assisi, die Verklärung Christi in der Apsiskalotte sowie Isaias und Mattias auf dem Außenbogen), die Erweckung des Lazarus (1516–18) und mehrere große Andachtsbilder für römische Kirchen. Es gelang del Piombo, die damals deutlich unterschiedlichen Schwerpunkte der venezianischen und der römischen Malschulen miteinander zu verschmelzen: das colorito, die lebendige, leuchtende Farbgebung der Venezianer mit dem disegno, dem geistigen Konzept einer künstlerischen Arbeit, das in Rom im Vordergrund stand. Von Michelangelo konnte er mehr über Monumentalität, über das Modellieren kräftiger Körper lernen, die Vorzeichnungen einiger Bilder del Piombos stammten von dem älteren Freund.

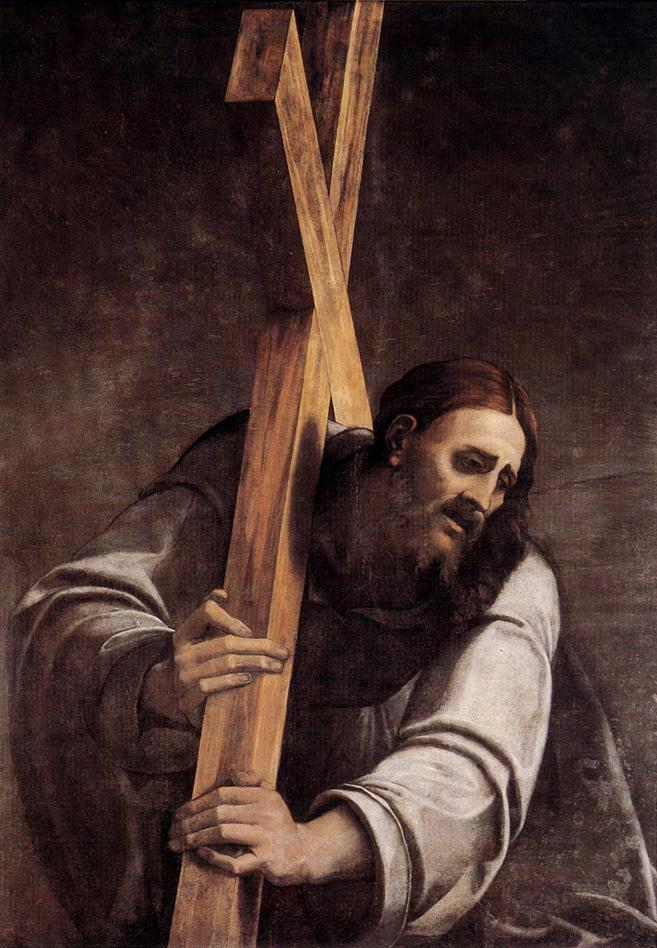
Christus Kreuzträger

Nach dem Überfall auf Rom 1527 (Sacco di Roma), als deutsche, italienische und spanische Söldner die Stadt verwüsteten und del Piombo wie sein Gönner Papst Clemens VII. vier Wochen lang in der Engelsburg eingeschlossen war, als viele wichtige Kunstwerke zerstört oder stark beschädigt worden waren, ließ seine künstlerische Produktivität nach. Er durchlebte depressive Phasen und zweifelte am Sinn seines Berufs. „Von mir ist nicht mehr viel übrig, das Universum könnte kaputtgehen, ich würde mich nicht drum kümmern. Ich bin nicht mehr der alte Bastiano, der ich vor dem Sacco di Roma war, ich komme immer noch nicht wieder zu Verstand“, schrieb er 1531 in einem Brief an Michelangelo. Sein Spätwerk umfasst nur noch wenige, düstere Bilder. Das letzte bekannte Gemälde, „Christus Kreuzträger“ (1537), ist eine dramatische Komposition in dunklen Erdfarben, es gilt als Vorläufer des Manierismus. 1531 hatte der Maler das Amt des päpstlichen Siegelbewahrers (italienisch piombatore oder Frate del Piombo) erhalten und daraufhin seinen Namen entsprechend geändert. Materiell war er nun dauerhaft abgesichert. Er wandte sich wieder verstärkt der Musik und der Dichtkunst zu, unternahm aber auch umfangreiche maltechnische Versuche.
Dabei untersuchte er vor allem die Möglichkeiten, mit Ölfarben auf schweren, haltbaren Materialien zu arbeiten, auf Schiefer, wie zum Beispiel im Bildnis des Baccio Valori, auf Marmor und verschiedenen Metallen – Werke dieser Art würden der Barbarei, wie er sie erlebt hatte, besser widerstehen können. Die langjährige Freundschaft mit Michelangelo zerbrach nach 20 Jahren, als del Piombo ihm den Rat gab, das „Jüngste Gericht“ in der Sixtinischen Kapelle nicht als Fresko, sondern als Ölmalerei auf der Wand auszuführen – in einem speziellen Verfahren, das er entwickelt und perfektioniert hatte. Michelangelo empfand es als unverzeihliche Zumutung, die schwierige, „männliche“ Technik des Fresko aufzugeben zugunsten der risikofreien, „weibischen“ Malerei mit Ölfarben. Der Bruch mit dem berühmten Maler der Sixtina bedeutete für Piombo nicht nur einen persönlichen Verlust, sondern auch eine merkliche Einbuße an Ansehen und Nachruhm.

## Fast vergessen und wiederentdeckt
Die Episode vom Ende der Freundschaft zwischen del Piombo und Michelangelo wurde von Giorgio Vasari überliefert, dem maßgeblichen Kunsthistoriker der italienischen Renaissance. Im dritten Teil seiner Künstlerbiographien, erschienen 1550 und in stark veränderter zweiter Auflage 1568, zeichnete der Schriftsteller ein äußerst ungünstiges Bild von del Piombo. In ihm sah er einen bestenfalls zweitrangigen, wenig originellen, von Vorbildern abhängigen Maler – jedenfalls kein wirkliches Genie, wie etwa Michelangelo, den er enthusiastisch verehrte. Den Stilwandel del Piombos nach dem Überfall auf Rom deutete er als künstlerische Inkonsequenz, die nachlassende Schaffenskraft als Faulheit, insbesondere unter Verweis auf die finanziellen Annehmlichkeiten des ihm verliehenen Amtes. „Sein Tod bedeutet keinen Verlust für die Kunst, da man ihn schon seit seiner Ernennung zum Siegelverwahrer zu den Verlorengegangenen zählte“, schrieb Vasari zusammenfassend – ein Urteil, das bis weit ins 20. Jahrhundert hinein nachwirkte. In der Folge wurden einige von del Piombos besten Bildnissen Raffael oder anderen Künstlern zugeschrieben, weil man sie dem eigentlichen Urheber nicht mehr zutraute.
Die weltweit erste umfassende Einzelausstellung mit Werken von Sebastiano del Piombo war zunächst im Frühjahr 2008 im Palazzo Venezia in Rom zu sehen. Vom 28. Juni bis 28. September wurde sie unter dem Titel „Raffaels Grazie – Michelangelos Furor. Sebastiano del Piombo (Venedig 1485 – Rom 1547)“ in der Gemäldegalerie der Staatlichen Museen zu Berlin gezeigt.
2017 zeigte die National Gallery in London die Ausstellung Michelangelo & Sebastiano, zu der auch ein Katalog erschien.